# Yangzee FC
Yangzee FC war ein südkoreanischer Fußballclub, der zwischen 1967 und 1970 existierte.
Der Verein wurde 1967 von dem damaligen Leiter des Korean Central Intelligence Agency, Kim Hyung-wook gegründet, um den südkoreanischen Fußball zu verbessern, nachdem die Auswahl Nordkoreas 1966 bei den Weltmeisterschaften erfolgreich bis ins Viertelfinale vordrang.
Die Rekrutierung der besten Talente der Zeit war zum einen die Beteiligung der Spieler an Stelle der Wehrpflicht in der südkoreanischen Armee sowie die südkoreanische Staatsangehörigkeit. Das Team dominierte die heimische Fußball-Szene seiner Zeit. Im Jahre 1969 erreichte es das Finale des Asian Champion Club Tournament. Dieses ging aber gegen Maccabi Tel Aviv mit 0:1 verloren.
Trainer waren Choi Chung-min (1967–1968) und Kim Yong-sik (1968).
Als sich die Beziehungen zu Nordkorea 1970 verbesserten, wurde das Team am 17. März 1970 aufgelöst.